# Cikondang (Cibeber)
Cikondang is een bestuurslaag in het regentschap Cianjur van de provincie West-Java, Indonesië. Cikondang telt 5014 inwoners (volkstelling 2010).